# Heather Graham
Heather Joan Graham (Milwaukee, 29 januari 1970) is een Amerikaanse actrice.

## Biografie

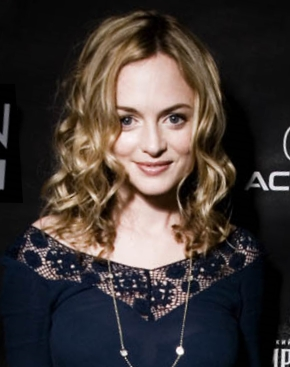
Graham in 2007.

Graham groeide op in een katholiek gezin van Ierse afkomst in Virginia. Graham is sinds 1991 een aanhanger van het hindoeïsme en transcendente meditatie.
Haar ouders stonden achter haar wil om actrice te worden. Haar moeder ging altijd met haar mee naar audities. Ze wilden echter wel dat Heather niet naakt in films te zien was. Dit kostte haar een rol in Heathers (1989). Ze was echter wel in Twin Peaks te zien. Dit werd niet haar doorbraak: die kwam pas in 1997 toen haar film Boogie Nights uitkwam. Hierin was ze wel naakt te zien, waardoor haar relatie met haar ouders verslechterde.
Haar eerste hoofdrol was in de film Austin Powers: The Spy Who Shagged Me in 1999.

## Filmografie
- Best. Christmas. Ever. (2023)
- Norm of the North (2016) - Vera Brightly (stem)
- Californication (2015) - Julia
- Petals on the Wind (2014) - Corrine Foxworth
- Flowers in the Attic (2014) - Corrine Foxworth
- Horns (2013) - Veronica de serveerster
- Compulsion (2013) - Amy
- About Cherry (2012) - Margaret
- 5 Days of August (2011) - Miriam
- The Hangover (2009) - Jade
- Boogie Woogie (2008) - Beth Freemantle
- ExTerminators (2008) - Alex
- Baby on Board (2008) - Angela
- Miss Conception (2008) - Georgina Salt
- Have Dreams, Will Travel (2008) - Cassie's tante
- Adrift in Manhattan (2007) - Rose Phipps
- Broken (2006) - Hope
- Gray Matters (2006) - Gray Baldwin
- Bobby (2006) - Angela
- The Oh in Ohio (2006) - Justine
- Cake (2005) - Pippa McGee
- Mary (2005) - Elizabeth Younger
- Scrubs (2004) -  Dr. Molly Clock
- Blessed (2004) - Samantha Howard
- Hope Springs (2003) - Mandy
- Anger Management (2003) - Kendra
- The Guru (2002) - Sharonna
- Killing Me Softly (2002) - Alice
- From Hell (2001) - Mary Kelly
- Sidewalks of New York (2001) - Annie Matthews
- Say It Isn't So (2001) - Josephine Wingfield
- Committed (2000) - Joline
- Bowfinger (1999) - Daisy
- Alien Love Triangle (1999) - Elizabeth
- Austin Powers: The Spy Who Shagged Me (1999) - Felicity Shagwell
- Two Girls and a Guy (1998) - Carla Bennett
- Lost in Space (1998) - Dr. Judy Robinson
- Scream 2 (1997) - 'Stab' Casey
- Boogie Nights (1997) - Brandy 'Rollergirl'
- Nowhere (1997) - Lilith
- Kiss & Tell (1997) - Susan Pretsel
- Entertaining Angels: The Dorothy Day Story (1996) - Maggie Bowen
- Swingers (1996) - Lorraine
- Bullet Hearts (1996) - Carlene Prue
- Desert Winds (1995) - Jackie
- Toughguy (1995) - Olive
- Let It Be Me (1995) - Verkoopster parfumerie
- Don't Do It (1994) - Suzanna
- Mrs. Parker and the Vicious Circle (1994) - Mary Kennedy Taylor
- Six Degrees of Separation (1993) - Elizabeth
- Even Cowgirls Get the Blues (1993) - Cowgirl Heather
- The Ballad of Little Jo (1993) - Mary Addie
- Diggstown (1992) - Emily Forrester
- O Pioneers! (1992) - jonge Alexandra Bergson
- Twin Peaks: Fire Walk with Me (1992) - Annie Blackburn
- Shout (1991) - Sara Benedict
- Guilty as Charged (1991) - Kimberly
- Twin Peaks (1991) - Annie Blackburn
- I Love You to Death (1990) - Bridget
- Drugstore Cowboy (1989) - Nadine
- Twins (1988) - jonge Mary Ann Benedict
- License to Drive (1988) - Mercedes Lane
- Student Exchange (1987) - Dorrie Ryder
- Scrabble (1986) - Deelneemster
- Mrs. Soffel (1984) - Meisje in fabriek

- Bibsys: 1512647518768
- Biblioteca Nacional de España: XX1632372
- Bibliothèque nationale de France: cb14026739j (data)
- Gemeinsame Normdatei: 130073814
- International Standard Name Identifier: 0000 0001 1453 3703
- Library of Congress Control Number: no96042646
- MusicBrainz: 19c75c22-7b28-46de-9aa8-a77fdb071a7e
- Nationale Bibliotheek van Tsjechië: xx0025837
- Nationale bibliotheek van Australië: 42330074
- Nationale Bibliotheek van Polen: a0000001763545
- Nederlandse Thesaurus van Auteursnamen: 236699776
- SNAC: w6st8k5j
- Système universitaire de documentation: 14054836X
- Trove: 1457568
- Virtual International Authority File: 100319626
- WorldCat: E39PBJgH7FPtbKKdHRFCcR48YP